# Василиос Балкос
Василиос Балкос (на гръцки: Βασίλειος Μπάλκος) е деец на Гръцката въоръжена пропаганда в Македония от началото на XX век и политик - депутат от Превеза (1917, 1920), демарх на Превеза (1923, 1924-29, 1934-41), номарх на Елида (1930), номарх на Лерин (1930 - 1932) и номарх на Кефалония (1933).

## Биография
Василиос Балкос е роден в 1874 година в епирския град Превеза. В 1895 година завършва богословие в Халкинската семинария. Като свещеник е изпратен в Румъния да преподава в гръцките училища. Там се жени за учителката Матрона. Присъединява се към Гръцката въоръжена пропаганда в Македония и през 1903 година пристига в Битоля като представител на Македонския комитет. Обявен е за агент от I ред. В Лерин се среща и във взаимната им работа стават близки приятели с революционера, а по-късно издател на вестник „Вима“ Димитриос Ламбракис. След реформите на Младотурската революция от 1908 година през 1911 г. се установява в Превеза, а в 1912 - 1913 година е управител на каазата Маргарити. След Балканските войни, когато районът попада в Гърция, става пламенен поддръжник на Елевтериос Венизелос. Депутат е от Превеза в 1917 - 1920 и 1920 - 1922 година. През 1923 година е назначен за демарх (кмет) и е избран за кмет през 1924 година. Заема поста до 1929 година. На 7 май 1930 година Венизелос го назначава по предложение на Димитриос Ламбракис за номарх (областен управител) на Елида, пръв след възстановяването на нома. Остава на поста в Пиргос до 3 октомври същата година, а след това става номарх в Лерин до 1932 и на Кефалония до 1933 година. През 1934 година е избран отново за кмет на Превеза и остава на поста до 21 април 1941 година, когато е изгонен от италианците. Умира в Атина в 1943 година.